# Come for Me (Unlocked)
Come for Me (Unlocked) é uma canção recordada pela cantora e compositora americana Alicia Keys com a participação dos cantores Khalid e Lucky Daye para seu oitavo álbum de estúdio, Keys (2021).

## Composição
"Come for Me (Unlocked)" foi escrita por Keys, Mike WiLL Made It, BJ Burton, Carter Lang, Khalid, Lucky Daye, J. Cole e produzida por Mike WiLL Made It, Carter Lang, BJ Burton.

## Videoclipe
O video mostra os artistas reunidos se divertindo, enquanto tomam vinho e jogam alguns jogos de tabuleiro, na sequência é mostrada a gravação da música no estúdio com luzes natalinas e imagens da cantora andando por Nova York. Foi dirigido por Keys e lançado em 21 de Dezembro de 2021 em sua página oficial do Youtube.

## Faixas e formatos
| Streaming |                                                                |         |  |
| N.º       | Título                                                         | Duração |  |
| 1.        | "Come for Me (Unlocked)" (participação de Khalid e Lucky Daye) | 3:29    |  |

## Créditos da Canção
| - Alicia Keys - vocais principais, vocais de apoio, composição - Mike WiLL Made It - composição, drum machine - BJ Burton - composição - Carter Lang - composição - Khalid Robinson - composição - David Brown - composição - J. Cole - composição - Mike "Hunnid" McGregor - composição | - Mike Will Made-It - produção - Carter Lang - produção - BJ Burton - produção - Ann Mincieli - engenharia de mixagem, engenharia de gravação - Brendan Morawski - engenharia de gravação - Aaron Jhenke - assistente de engenharia - Kamron Krieger - assistente de engenharia - Lou Carrao - assistente de engenharia - Rich Evatt - assistente de engenharia - Manny Marroquin - engenharia de masterização - Zach Pereyra - assistente de engenharia - Anthony Vilchis - assistente de engenharia - Dave Kutch - engenharia de mixagem - Kevin Peterson - assistente de engenharia |

## Histórico de lançamento
| País   | Data                   | Formato          | Gravadora         |
| ------ | ---------------------- | ---------------- | ----------------- |
| Vários | 5 de Dezembro de 2021  | Streaming        | AK Worldwide, RCA |
| Vários | 10 de Dezembro de 2021 | Download digital | AK Worldwide, RCA |